# Microsteira diotostigma
Microsteira diotostigma là một loài thực vật có hoa trong họ Malpighiaceae. Loài này được (Baill.) Dubard & Dop mô tả khoa học đầu tiên năm 1908.